# Andreas Brenner

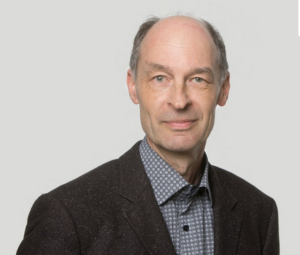
Andreas Brenner 2017

Andreas Brenner (* 5. Mai 1963 in Rheinbach, Nordrhein-Westfalen) ist ein deutsch-schweizerischer Philosoph und Hochschullehrer. Seine Hauptarbeitsgebiete sind die Wirtschafts- und Umweltethik sowie die Philosophie des Lebens.

## Leben
Andreas Brenner ist seit 2011 Professor an der Hochschule für Wirtschaft der FHNW (Basel), seit 2010 Titularprofessor am Institut für Philosophie der Universität Basel sowie ebendort auch assoziierter Professor am Institut für Bildungswissenschaften. Er leitet den Studienschwerpunkt „Public Governance und Wirtschaftsethik“ an der Hochschule für Wirtschaft und verantwortet die Ausbildung angehender Philosophielehrpersonen (Sek II) an der Pädagogischen Hochschule der FHNW.
Brenner studierte ab 1984 Philosophie, Geschichte und Kunstgeschichte an der Universität in Bonn u. a. bei Hans-Michael Baumgartner, Wolfgang Marx und Josef Simon und ab 1988 in Zürich (Abschluss lic. phil.) u. a. bei Otfried Höffe, Hermann Lübbe und Georg Kohler. Promotion 1993 an der Universität Basel.
Von 1994 bis 1999 war er wissenschaftlicher Mitarbeiter an der Universität Potsdam. In den Jahren 1999 und 2000 wirkte er als Mitglied des Graduiertenkollegs des „Interfakultären Zentrums für Ethik in den Wissenschaften“ der Universität Tübingen, anschliessend übernahm er Lehraufträge an den Universitäten St. Gallen, Freiburg/Br. und Fribourg. Die Habilitation erfolgte an der Historisch-philosophischen Fakultät der Universität Basel im Jahr 2006 zu den Fragen von „Bioethik und Biophänomen“.
Bücher von Andreas Brenner wurden ins Französische, ins Spanische und ins Koreanische übersetzt.

## Schriften
- Das Ende des Wokeismus. Königshausen & Neumann, Würzburg 2024, ISBN 978-3-8260-8740-0.
- CoronaSoma. Leib in Zeiten der Pandemie. Königshausen & Neumann, Würzburg 2022, ISBN 978-3-8260-7576-6.
- (mit Markus Wild u. a.) Mäusephilosophie. Die Zeichnungen von Lea Gredig. Gammeter Media, St. Moritz 2021, ISBN 978-3-9525338-5-7.
- CoronaEthik. Ein Fall von Globalverantwortung? Königshausen & Neumann, Würzburg 2020, ISBN 978-3-8260-7171-3.
- Altern als Lebenskunst. Graue Edition, Norderstedt 2019, ISBN 978-3-906336-77-0.
- Wirtschaftsethik. Das Lehr- und Lesebuch. Königshausen & Neumann, Würzburg 2018, ISBN 978-3-8260-6508-8.
- Umweltethik. Ein Lehr- und Lesebuch. Königshausen & Neumann, Würzburg 2014, ISBN 978-3-8260-5425-9.
- Leben. Grundwissen Philosophie. Reclam, Stuttgart 2009, ISBN 978-3-15-020328-6.
- Umweltethik. Academic Press, Fribourg 2008, ISBN 978-3-7278-1631-4.
- Leben. Eine philosophische Untersuchung. Bundesamt für Bauten und Logistik, Bern 2007, ISBN  978-3-905782-02-8.
- Bioethik und Biophänomen. Den Leib zur Sprache bringen. Königshausen & Neumann, Würzburg 2006, ISBN 978-3-8260-3371-1.
- (hrsg.) Tiere beschreiben. Harald Fischer Verlag, Erlangen 2003, ISBN  978-3-89131-408-1.
- (mit Jörg Zirfas) Lexikon der Lebenskunst. Reclam, Leipzig 2002, ISBN 978-3-379-20015-8.
- Ökologie-Ethik. Reclam, Leipzig 1996, ISBN 978-3-379-01562-2.
- Streit um die ökologische Zukunft. Neue Ethik und Kulturalisierungskritik. Königshausen & Neumann, Würzburg 1994, ISBN 978-3-88479-926-0.
- Gentechnologie und praktische Philosophie. Centaurus, Pfaffenweiler 1990, ISBN 978-3-89085-523-3.